# NK Brotnjo Čitluk
HNK Brotnjo is een Bosnisch-Kroatische voetbalclub uit Čitluk.
De club werd in 1955 opgericht en speelde ten tijde van Joegoslavië in de lagere klassen. Na de onafhankelijkheid van Bosnië en Herzegovina speelde de club aanvankelijk in de Herzeg-Bosnië Liga die enkel voor de Kroatische clubs uit het land was. De winnaar van deze competitie speelde een play-off tegen de Bosnische winnaar (toegankelijk voor moslimclubs) en in 2000 werd HNK Brotnjo zo kampioen. Het volgende jaar voegden de Kroatische clubs zich bij de Bosniakse clubs en vormden zo één competitie (de Servische clubs hadden nog tot 2003 een aparte competitie. Brotnjo presteerde opnieuw goed en werd vicekampioen. Het volgende seizoen werd de club nog 3de maar in 2002/03 toen er dus ook de Servische competitie kwam werd HNK Brotnjo 13de, in 2004 werd de club laatste en degradeerde.
In de 2de klasse ontsnapte de club maar net aan een degradatie, in 2005/06 herpakte de club zich en eindigde 3de.

## Erelijst
- Kampioen Herzeg-Bosnië
  - 2000

## HNK Brotnjo in Europa
#Q = #kwalificatieronde, #R = #ronde, T/U = Thuis/Uit, W = Wedstrijd, PUC = punten UEFA coëfficiënten .
Uitslagen vanuit gezichtspunt NK Brotnjo
| Seizoen | Competitie       | Ronde | Land                 | Club       | Totaalscore | 1e W    | 2e W    | PUC |
| ------- | ---------------- | ----- | -------------------- | ---------- | ----------- | ------- | ------- | --- |
| 2000/01 | Champions League | 1Q    | Vlag van Litouwen    | FBK Kaunas | 3-4         | 0-4 (U) | 3-0 (T) | 1.0 |
| 2001/02 | UEFA Cup         | Q     | Vlag van Noorwegen   | Viking FK  | 1-2         | 0-1 (U) | 1-1 (T) | 0.5 |
| 2002    | Intertoto Cup    | 1R    | Vlag van Zwitserland | FC Zürich  | 2-8         | 0-7 (U) | 2-1 (T) | 0.0 |

Totaal aantal punten voor UEFA coëfficiënten: 1.5